# Eschbach, Breisgau-Hochschwarzwald
Eschbach là một thị xã thuộc huyện Breisgau-Hochschwarzwald, Baden-Württemberg, thuộc nước Đức. Đô thị Eschbach, Breisgau-Hochschwarzwald có diện tích 10,03 km². Dân số thời điểm 31 tháng 12 năm 2020 là 2475 người.